# Nyctemera anomala
Nyctemera anomala är en fjärilsart som beskrevs av Holland 1920. Nyctemera anomala ingår i släktet Nyctemera och familjen björnspinnare. Inga underarter finns listade i Catalogue of Life.